# نیل اسمیت (زبان‌شناس)
نیل اسمیت (انگلیسی: Neil Smith؛ زادهٔ ۱ ژانویهٔ ۱۹۳۹) زبان‌شناس، و استاد دانشگاه اهل بریتانیا است.